# Padiglione cancro
(Padiglione cancro, capitolo 36, pagina 382, fine del romanzo)
Padiglione cancro - tradotto in Italia anche coi titoli Divisione cancro da Il Saggiatore  e Reparto C dall'editore Einaudi- è un romanzo semi-autobiografico dello scrittore russo Aleksandr Isaevič Solženicyn (in russo Алекса́ндр Иса́евич Солжени́цын), Premio Nobel per la Letteratura 1970. 
Fu iniziato nel 1963 e completato nel 1967, contemporaneamente alla stesura di Arcipelago Gulag. Avrebbe dovuto essere pubblicato nella rivista letteraria Novyj Mir di Aleksandr Tvardovskij, ma alla fine del 1967 il segretario dell'Unione degli scrittori dell'U.R.S.S., Konstantin Fedin, ne vietò all'ultimo momento la pubblicazione, nonostante il fatto che la maggioranza dei membri moscoviti della sezione di prosa dell'Unione stessa avesse dato parere favorevole. Tuttavia il dattiloscritto circolava già clandestinamente in copie numerose, e fu presto pubblicato in Europa occidentale all'insaputa dell'autore. La stampa sovietica avviò allora una campagna denigratoria contro Solženicyn, che nel 1969 fu espulso dall'Unione degli scrittori.
È la storia di un piccolo gruppo di pazienti del padiglione 13, il reparto oncologico di un ospedale dell'Asia Centrale sovietica, due anni dopo la morte di Stalin; largamente ispirata alle reali esperienze di Solženicyn che, uscito dal gulag in Kazakistan, fu mandato in un distretto rurale del Sud Kazakistan. Già nel Gulag Solženicyn sviluppò un tumore che, non diagnosticato, si espanse, rischiando di morire. Nel 1954, gli fu permesso di farsi curare in un ospedale di Tashkent, nell'Uzbekistan, dove il tumore andò in remissione. Le sue esperienze furono la base del romanzo, nel quale compaiono una fauna di personaggi, da coloro che hanno beneficiato del "sistema" comunista , agli oppositori, a quelli che si sono adattati acquiescenti. Solženicyn esplora la responsabilità morale di coloro che hanno eseguito le Grandi Purghe staliniane, quando milioni di individui furono uccisi, mandati nei gulag, o esiliati.

## Trama
Pàvel Nikolàevič Rusànov, burocrate del partito, accompagnato dalla moglie, viene ricoverato nel padiglione oncologico di una città, non nominata, dell'Asia centrale, per un sospetto gonfiore al collo. Qui fa conoscenza, suo malgrado, con gli altri ammalati del reparto, ciascuno con la sua storia, il suo carattere e il suo specifico tipo di cancro. 
Tra questi prova un'istintiva antipatia per Olèg Filimonovič Kostoglòtov, "Spolpaossi" come lo definisce Rusànov, un uomo che, agli occhi del burocrate, sembra un mezzo bandito, Dèmka un ragazzo sedicenne, mite e studioso, Ackmadžàn giovane uzbeko e tanti altri, provenienti dalle varie parti del vasto territorio sovietico.
Lo scrittore delinea i tratti salienti di ciascun personaggio e, in particolare, si sofferma proprio su Olèg Filimonovic, un ex topografo deportato dopo aver trascorso vari anni in un gulag: chiaro riferimento alla personale vicenda di Solženicyn. Olèg, segnato dalla dura prigionia, prova una particolare attrazione per la giovane infermiera Zòja.
La ragazza, lusingata dalla sua corte discreta, per non pregiudicare la libido dell'uomo, disobbediendo alle prescrizioni dei medici, evita di praticargli iniezioni di ormoni femminili che dovrebbero rallentare il progredire del suo male. Kostoglòtov è attratto anche dalla dottoressa Vèra Kornìl'evna, gentile e sorridente: un delicato sentimento, ricambiato da Vèra, che il carattere riservato di entrambi non consentirà di manifestare apertamente.
Olèg, dopo la diagnosi, viene temporaneamente dimesso: dovrà rientrare al reparto per sottoporsi periodicamente alla terapia. Uscito dall'ospedale, prima di prendere il treno per tornare nel confino di Uš-Terék, vaga per la città, indeciso se recarsi in casa di Vèra la quale, superando dubbi e timori, gli aveva fornito il suo indirizzo.

## Personaggi
Famiglia Rusànov
- Pàvel Nikolàevič Rusànov (Pašen'ka, Pasa, Pàsik), burocrate, malato, viene ricoverato nel padiglione oncologico;
- Kapitolìna Matvèevna (Kàpa), moglie di Pàvel, lo accompagna in ospedale;
- Jura, figlio maggiore, quieto, quasi indifeso;
- Alla (Avièta, Ava, Alla, Allocka), figlia, giornalista, "perla della famiglia";
- Lavrenti (Làvrik), figlio minore, studente;
- Màjka, figlia, suona il piano;
- Dzulbars, cane;

Malati ricoverati nel padiglione
- Efrèm Poddùev, tarchiato con i capelli rossi, forte e lucido, ha un cancro alla gola;
- Olèg Filimonovič Kostoglòtov (Olèžek), "Spolpaossi", mezzo bandito con ciuffi ribelli, ex topografo, deportato;
- Dèmka, sedicenne studioso, ha un sarcoma osseo;
- Ackmadžàn, giovane uzbeko;
- Prokifij Semyjonyc (Pròška), ragazzo magro ma colorito, trattorista;
- Azovkin (Kolja, Kolenka), diciassettenne debole;
- Mursalìmov, vecchio uzbeko, guardiano di un kolchoz, tormentato dalla tosse;
- Egenberdiev, kazako robusto pecoraio, una crosta rosso scura gli copre la bocca, gigante buono;
- Saraf Sibgàtov, giovane tartaro, mite e gentile, ha un tumore all'osso sacro;
- Friedrich Jakobovic Federàu, piccolo, silenzioso, biondo, di origine tedesca;
- zia Stjofa, donna anziana, ascolta Dèmka;
- Asja (Asenka), giovane ragazza, bella, con i capelli gialli;
- Ni, coreano, ricoverato nella corsia radiologica;
- Vadìm Zacyrko, geologo, giovane simpatico e ben educato, ha un melanoblastoma;
- Aleksèj Filìppyč Solubin, molto alto e curvo, ha gli occhi tondi e fissi da gufo;
- Maksim Petrovic Calyi, piccolo di statura e vivace, ha un sorriso sicuro;

Infermieri e inservienti
- Mita, capoinfermiera di origine tedesca;
- Zòja (Zoenka, Zolòtončik), infermiera "soda e linda", studia medicina;
- Màrija, infermiera "nera e triste", ucraina, abbandonata dal marito;
- Nèllja (Nelka), inserviente, "ragazzotta dal sedere largo";
- Olimpiada Vladislavovna, infermiera anziana e robusta, imponente;
- Elizavèta Anatòl'evna, inserviente del reparto di radiologia, ben educata, legge libri in francese;
- Turgun, infermiere, indulgente con tutti, studente;

Medici
- Nizamùtdin Brachamòvič, primario;
- Ljudmìlla Afanàs'evna Doncòva, direttrice del reparto raggi, sposata con una figlia;
- Vèra Kornìl'evna Gangart (Vèga, Verocka), dottoressa degli irradiati, snella e simpatica, nubile;
- Lèv Leonìdovič, primario chirurgo;
- Evgènija Ustìnovna, primo chirurgo, sessantenne, si tinge le labbra di rosso, è esile e canuta;
- Chalmuchamèdov, "riccioluto", chirurgo del padiglione. Lèv Leonìdovič non gli consente di operare: "non poteva fare un'operazione senza mandare il paziente all'altro mondo";
- Pantèchina, "donna molto grassa, sui quarant'anni", chirurgo del padiglione;
- Anželina, giovane, piccola, "rossa di capelli", chirurgo del padiglione;

Altri
- Paolina Zavodcivokaja, madre di un ammalato, si ricovera con lui;
- Anna Zacyrko, vecchia amica della Doncova, madre di Vadìm;
- Rabinovic, malato, ricoverato in ambulatorio;
- Màjka (Minàj), fratello di Kapitolìna, cognato di Rusànov;
- Ròdičev, amico di Rusànov, viene da questi denunciato, riabilitato;
- Guzun, segretaria del partito nella fabbrica di Ròdičev;
- Katka Rodičeva, moglie di Ròdičev, sfrattata da Rusànov;
- Nikolaj Ivanovič Kadmìn ed Elena Aleksandrovna, coniugi confinati a Uš-Terék, conoscenti di Kostoglòtov, hanno due cani: Žùk e Tobik;
- Dormidont Tichonovič Orescenkov, vecchio medico, maestro di Ljudmìlla Doncòva.

## Traduzioni italiane
- Divisione cancro. Romanzo di Anonimo sovietico (2 voll.), traduzione di Olga Olsúfieva, Milano, Il Saggiatore, 1968.
- Reparto C, traduzione di Giulio Dacosta, Introduzione di Vittorio Strada, Torino, Einaudi, 1969.
- Padiglione cancro, traduzione di Chiara Spano, Roma, Newton Compton, 1974.